# Guy Bleyaert
Guy Bleyaert (Beernem, 1 oktober 1960) is een Belgisch acteur, regisseur en voormalig motorcrosser. 

## Levensloop
Hij is de zoon van wijlen Gilbert Bleyaert, motorcrosskampioen uit de jaren 50 van de 20e eeuw. 
Op 16-jarige leeftijd begon Bleyaert zelf zijn motorcrosscarrière. Hij stopte op 25-jarige leeftijd. Zo was hij genomineerd als opkomend talent voor deelname aan de grote prijzen.
Bleyaert werd meermaals Kampioen van Oost en Beide Vlaanderen. In 1981 werd hij kampioen van België bij de categorie Nationalen 500cc en in 1982 werd hij Kampioen van België bij de Internationalen 500cc klasse. Begin 1983 was hij beroeps en reed hij internationaal voor Honda. Op de merkentrofee te Vorselaar kwam hij voor het oog van 30.000 toeschouwers ten val toen hij aan de leiding reed en een nekfractuur opliep waardoor hij uit de running was. Hierbij kwam vervroegd een einde aan zijn carrière als beroeps. Na een herstelperiode begon hij ondanks afraden van zijn sportdokter toch terug nationaal te rijden en won nog verschillende nationale wedstrijden. Reeds in 1985 zette hij een punt achter zijn sportcarrière. 
Op 30-jarige leeftijd begon Bleyaert met een andere passie, namelijk film en video waarbij hij enkele indie kortfilms maakte op video, 8mm en super16. In 1998 startte hij een eigen zaak in de mediasector waaronder Internet webdesign en digitale film. Hij produceerde en regisseerde de langspeelfilm The Last Inquisitors en Transit17 waarin hij zelf ook acteerde. Hij produceerde ook verschillende andere films voor dvd release en internet broadcasting en acteert in verschillende Vlaamse TV producties.

## Motorcross overwinningen
- Kampioen van Oost-Vlaanderen Junioren 250 cc (1977, op Honda)
- Kampioen van Beide-Vlaanderen Junioren 250 cc (1978, op Honda)
- Kampioen van Oost-Vlaanderen Nationalen 250 cc (1981, op Honda)
- Kampioen van Beide-Vlaanderen Nationalen 500 cc (1981, op Honda)
- Kampioen van Beide-Vlaanderen Internationalen 500 cc (1982, op Honda)
- Kampioen 750 Trofee Internationalen 125,250,500 cc (1982, op Honda)
- Kampioen van België Nationalen 500 cc (1981, op Honda)
- Kampioen van België Internationalen 500 cc (1982, op Honda)
- 124 overwinningen
- 142 tweede plaatsen
- 196 derde plaatsen